# NBA 1963/64
NBA 1963/64 was het 18e seizoen van de NBA. Het begon op 16 oktober 1963 en eindigde op 26 april 1964, toen Boston Celtics de vijfde wedstrijd van de NBA Finale met 105-99 won en daarmee op 4-1 kwam in de serie tegen verliezend finalist San Francisco Warriors. Oscar Robertson van Cincinnati Royals werd verkozen tot NBA Most Valuable Player. Boston Celtics werd voor het zesde jaar op rij NBA-kampioen.

## Eindstand regulier seizoen
| Eastern Conference | W  | V  |
| ------------------ | -- | -- |
| Boston Celtics     | 59 | 21 |
| Cincinnati Royals  | 55 | 25 |
| Philadelphia 76ers | 34 | 46 |
| New York Knicks    | 22 | 58 |

| Western Conference     | W  | V  |
| ---------------------- | -- | -- |
| San Francisco Warriors | 48 | 32 |
| St. Louis Hawks        | 46 | 34 |
| LA Lakers              | 42 | 38 |
| Baltimore Bullets      | 31 | 49 |
| Detroit Pistons        | 23 | 57 |

## Playoffs
|  | Division Semifinals    | Division Semifinals    |                |   | Division Finals | Division Finals |  |  | NBA Finals | NBA Finals |
|  |                        |                        |                |   |                 |                 |  |  |            |            |
|  |                        |                        |                |   |                 |                 |  |  |            |            |
|  |                        |                        |                |   |                 |                 |  |  |            |            |
|  |                        |                        |                |   |                 |                 |  |  |            |            |
|  | Boston Celtics         |                        |                |   |                 |                 |  |  |            |            |
|  |                        |                        |                |   |                 |                 |  |  |            |            |
|  | Bye                    |                        |                |   |                 |                 |  |  |            |            |
|  | Boston Celtics         | 4                      |                |   |                 |                 |  |  |            |            |
|  | Boston Celtics         | 4                      |                |   |                 |                 |  |  |            |            |
|  |                        | Cincinnati Royals      | 1              |   |                 |                 |  |  |            |            |
|  | Philadelphia 76ers     | Cincinnati Royals      | 1              | 2 |                 |                 |  |  |            |            |
|  | Philadelphia 76ers     |                        |                | 2 |                 |                 |  |  |            |            |
|  | Cincinnati Royals      | 3                      |                |   |                 |                 |  |  |            |            |
|  | Cincinnati Royals      | 3                      | Boston Celtics | 4 |                 |                 |  |  |            |            |
|  |                        |                        | Boston Celtics | 4 |                 |                 |  |  |            |            |
|  |                        | San Francisco Warriors | 1              |   |                 |                 |  |  |            |            |
|  | San Francisco Warriors | San Francisco Warriors | 1              |   |                 |                 |  |  |            |            |
|  |                        |                        |                |   |                 |                 |  |  |            |            |
|  | Bye                    |                        |                |   |                 |                 |  |  |            |            |
|  | San Francisco Warriors | 4                      |                |   |                 |                 |  |  |            |            |
|  | San Francisco Warriors | 4                      |                |   |                 |                 |  |  |            |            |
|  |                        | St. Louis Hawks        | 3              |   |                 |                 |  |  |            |            |
|  | LA Lakers              | St. Louis Hawks        | 3              | 2 |                 |                 |  |  |            |            |
|  | LA Lakers              |                        |                | 2 |                 |                 |  |  |            |            |
|  | St. Louis Hawks        | 3                      |                |   |                 |                 |  |  |            |            |
|  | St. Louis Hawks        | 3                      |                |   |                 |                 |  |  |            |            |

## Beste statistieken
- Meeste punten: Wilt Chamberlain (San Francisco Warriors)
- Meeste rebounds: Bill Russell (Boston Celtics)
- Meeste assists: Oscar Robertson (Cincinnati Royals)
- Hoogste percentage veldscores: Jerry Lucas (Cincinnati Royals)
- Hoogste percentage vrije worpen: Oscar Robertson (Cincinnati Royals)

1950 · 1951 · 1952 · 1953 · 1954 · 1955 · 1956 · 1957 · 1958 · 1959 · 
1960 · 1961 · 1962 · 1963 · 1964 · 1965 · 1966 · 1967 · 1968 · 1969 · 
1970 · 1971 · 1972 · 1973 · 1974 · 1975 · 1976 · 1977 · 1978 · 1979 · 
1980 · 1981 · 1982 · 1983 · 1984 · 1985 · 1986 · 1987 · 1988 · 1989 · 
1990 · 1991 · 1992 · 1993 · 1994 · 1995 · 1996 · 1997 · 1998 · 1999 · 
2000 · 2001 · 2002 · 2003 · 2004 · 2005 · 2006 · 2007 · 2008 · 2009 · 
2010 · 2011 · 2012 · 2013 · 2014 · 2015 · 2016 · 2017 · 2018 · 2019 · 
2020 · 2021 · 2022 · 2023 · 2024